# Фальконе, Пьер Этьен
Пьер-Этье́н Фальконе́, Фальконэ (фр. Pierre-Etienne Falconet; 9 октября 1741, Париж — 25 июня 1791, Париж) — французский живописец-портретист, рисовальщик и гравёр. Большую часть своей творческой жизни провёл в Англии. Сын скульптора Этьена Мориса Фальконе, он женился на ученице последнего Мари Анн Колло.

## Биография
Пьер-Этьен Фальконе родился 9 октября 1741 года в Париже, в семье скульптора Этьена Мориса Фальконе. По совету отца начал заниматься живописью в Королевской Академии живописи и скульптуры. Однако отец был в близких отношениях с Джошуа Рейнольдсом и поэтому отправил сына в Лондон, чтобы учиться у знаменитого английского мастера. Фальконе-младший поселился в Лондоне в 1766 году, там же получил свою первую награду за живопись, вступил в Общество художников Великобритании и участвовал в трёх выставках общества (1767—1773).
До 1773 года Пьер-Этьен Фальконе создал ряд портретов лиц высшего света, изданные потом в гравюрах. Декорировал китайский храм в поместье баронессы Грей в Бедфордшире. Его также приглашали выставлять свои произведения в Королевской академии художеств в Лондоне, которую возглавлял Рейнольдс.
Около 1774 года Фальконе вернулся в Париж и женился на помощнице своего отца, скульпторе Мари Анн Колло, затем предпринял поездку с женой в Санкт-Петербург, чтобы работать вместе с отцом, и снова вернулся во французскую столицу в 1778 году. Заключённый по меркантильным соображениям, брак распался вскоре после рождения в 1778 году единственной дочери Мари Люси; согласно известным свидетельствам, младший Фальконе пренебрегал супружескими обязанностями, растратил все деньги и вёл себя непозволительно.
Во время пребывания отца в Санкт-Петербурге, также проведя там несколько лет, Пьер-Этьен писал портреты императрицы Екатерины II (первый хранится в Романовской галерее Зимнего дворца, другой — в Английском дворце в Петергофе), цесаревича Павла Петровича и его первой супруги Натальи Алексеевны.
После возвращения во Францию Фальконе продолжил заниматься живописью; лишь ненадолго пережив отца, в возрасте сорока девяти лет он скончался в Париже 25 июня 1791 года. В 1866 году дочь Пьера-Этьена и Мари-Анн Колло, Мари-Люси Фальконе, баронесса Янковиц де Есенише (Jankowitz de Jeszenisce), завещала часть своих работ и важные архивы Музею изящных искусств в Нанси.
Творчество Пьера-Этьена Фальконе хорошо известно в Англии благодаря его портретам ряда известных деятелей, опубликованных в виде гравюр работавшим в то время в Лондоне гравёром Д. П. Паризе; среди них: Хорас Уолпол, Джеймс Грейнджер, 1-й герцог Нортумберленд, Кристиан VII Датский.

## Галерея

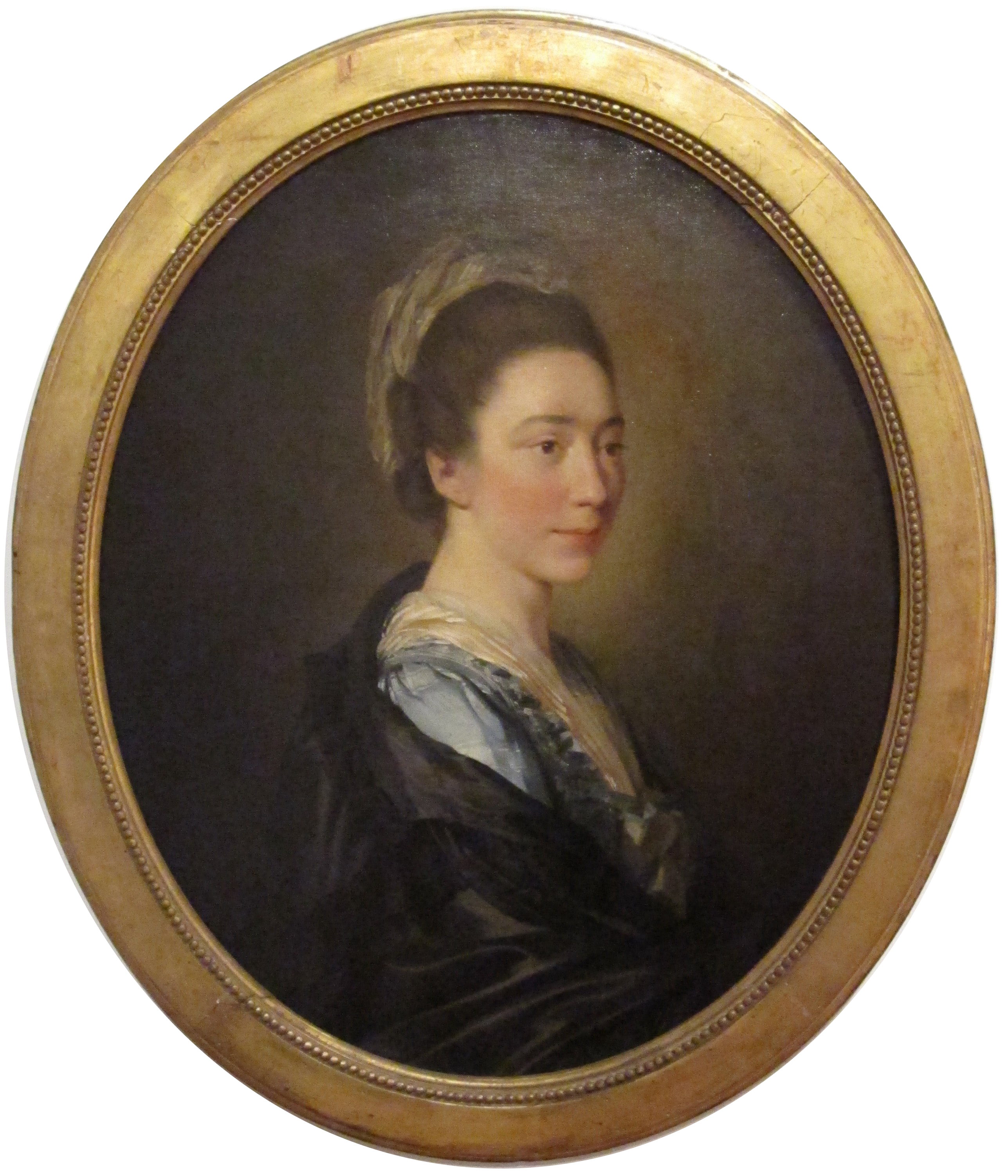
Портрет Мари Анн Колло. 1773. Холст, масло. Музей изящных искусств, Нанси
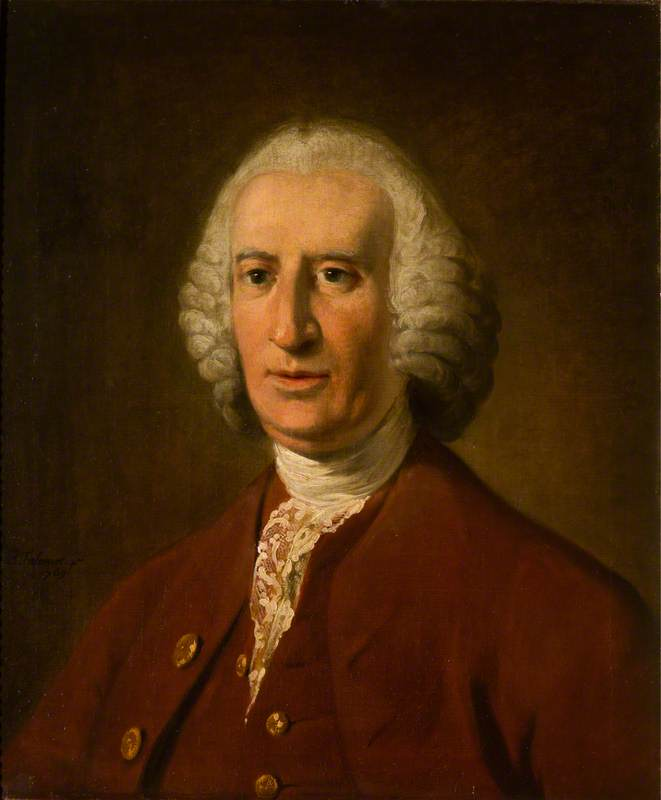
3-й граф Марчмонт. 1769. Холст, масло. Государственная галерея Шотландии, Эдинбург
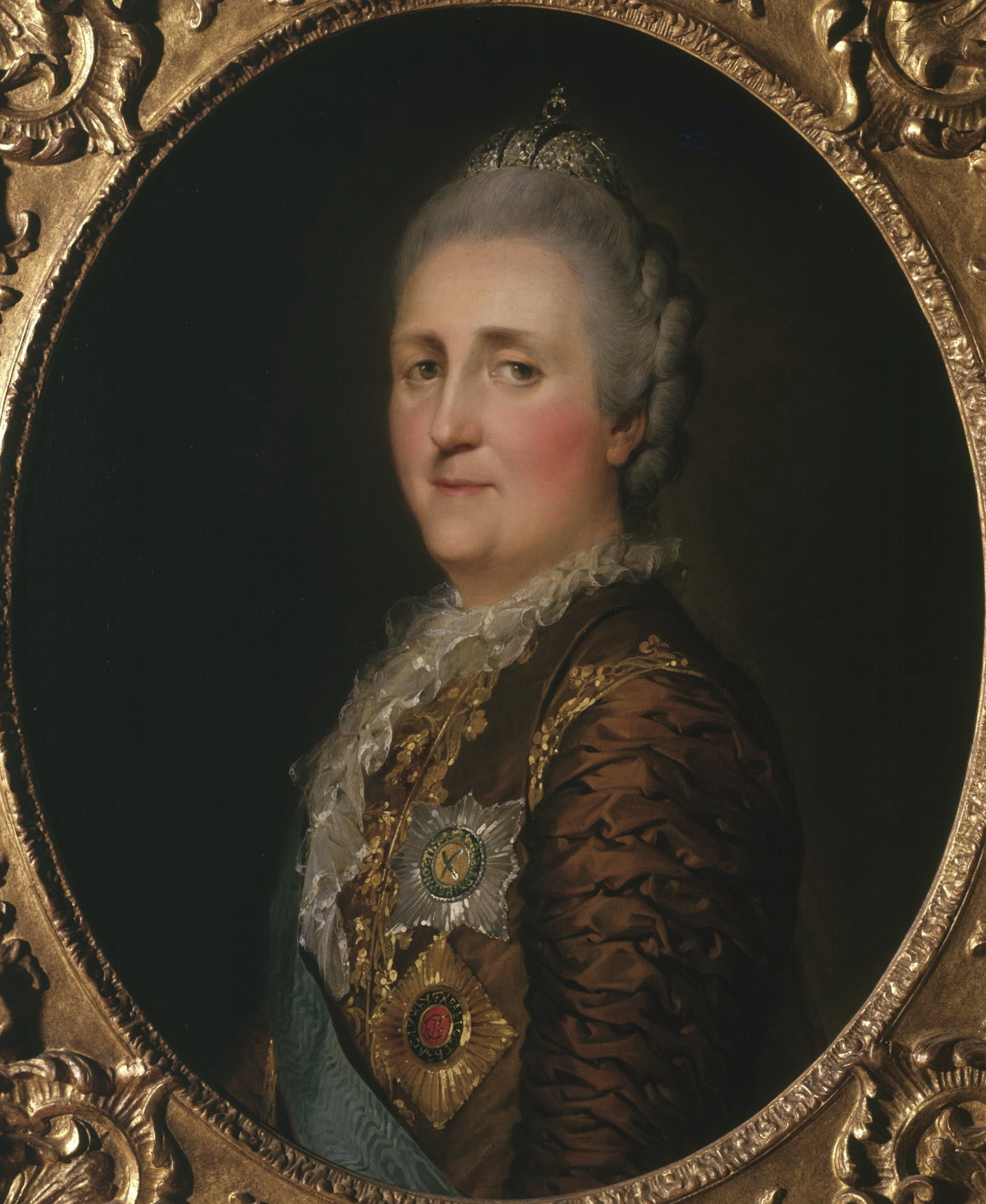
Портрет Екатерины II. 1773. Холст, масло. Музей Хиллвуд, Вашингтон
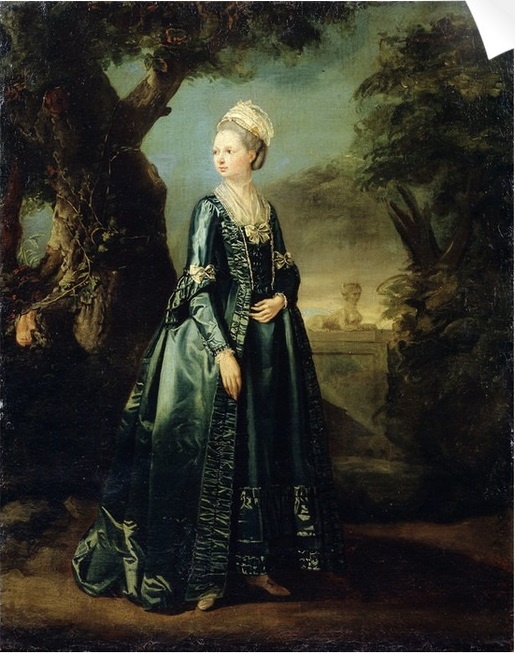
Портрет великой княгини Натальи Алексеевны. 1773. Холст, масло. Государственный музей изобразительных искусств имени А. С. Пушкина, Москва
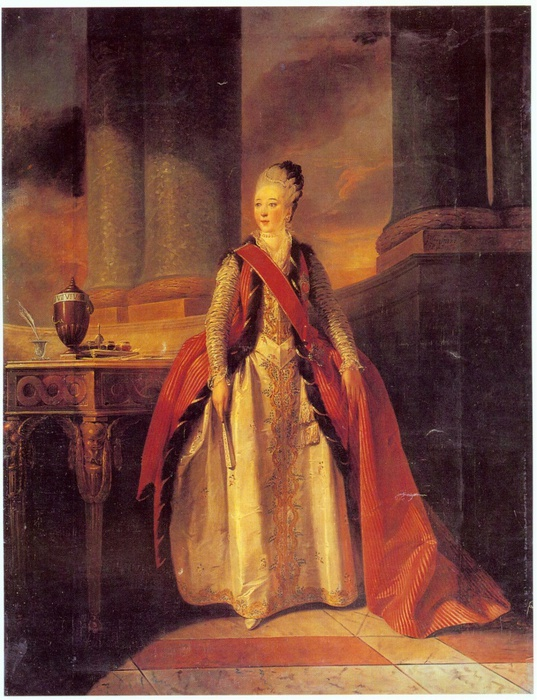
Портрет великой княгини Натальи Алексеевны. Ок. 1775. Холст, масло. Государственная Третьяковская галерея, Москва
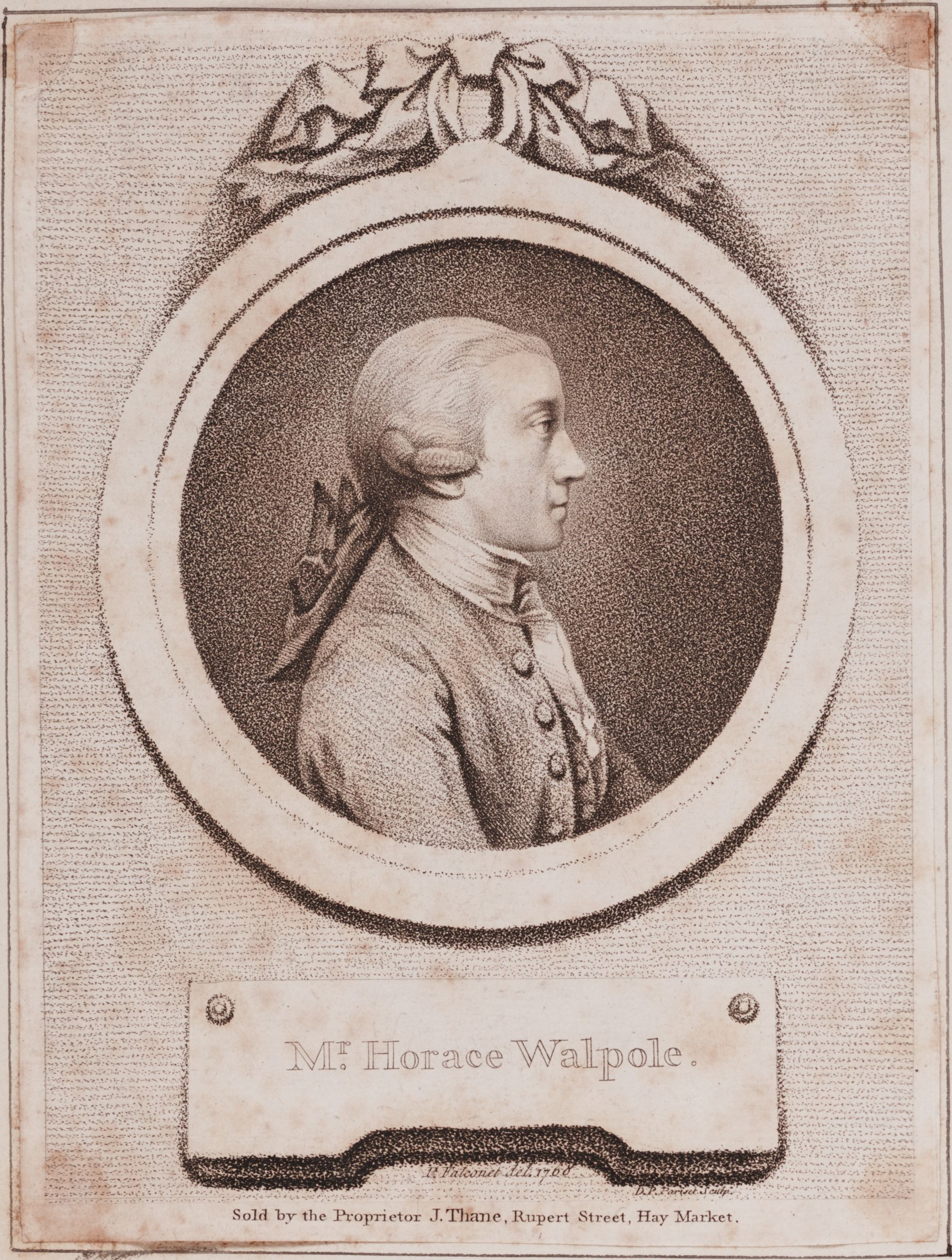
Хорас Уолпол. Гравюра Д. П. Паризе по оригиналу П. Э. Фальконе. 1768
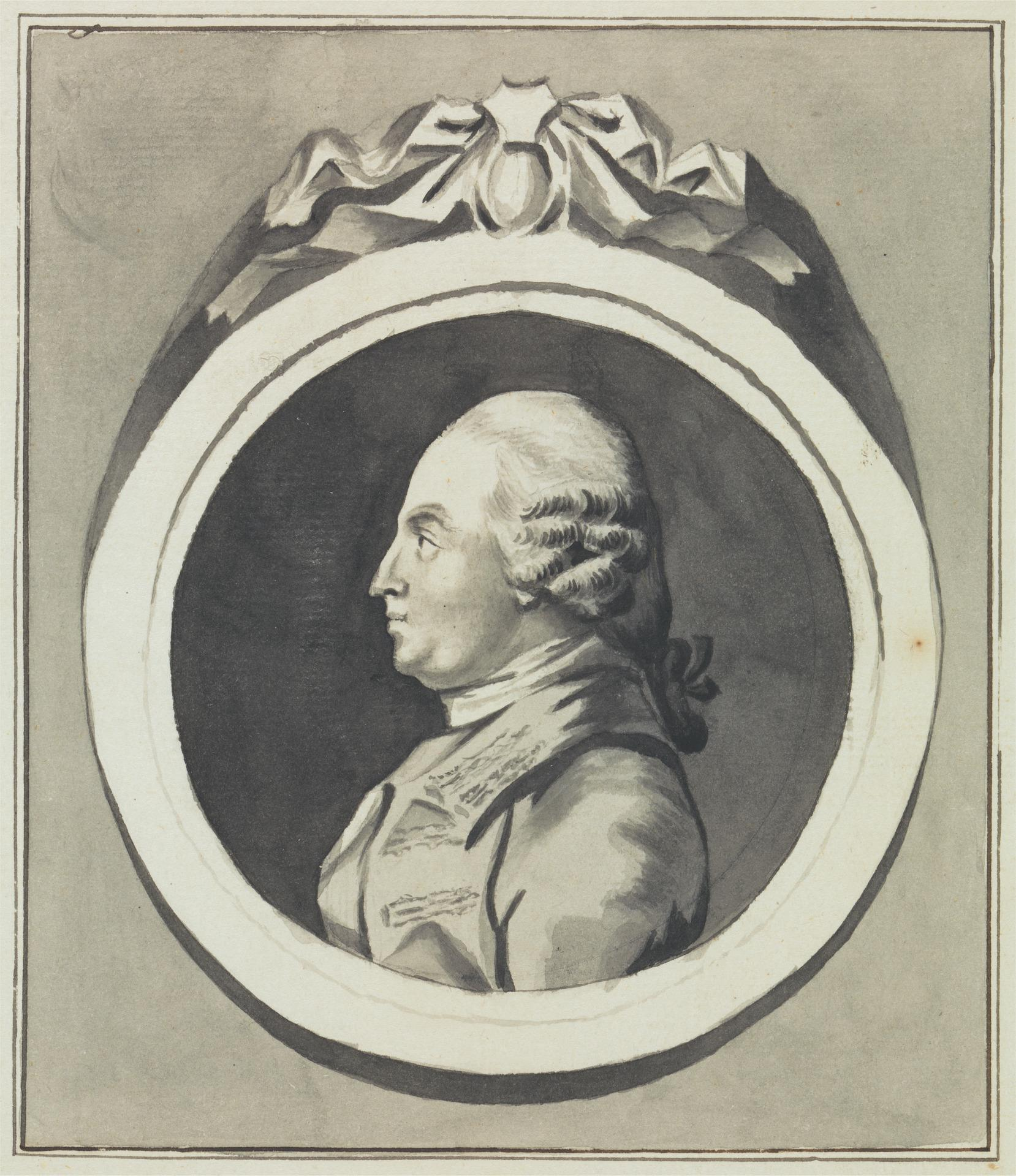
Художник Стаббс, Джордж Дж. Стаббс. Бумага, перо, кисть, тушь. Йельский центр британского искусства, Нью-Хейвен, Коннектикут, США